# Silent Denmark
|  | Denne artikel er oprettet af botten PalnaBot ud fra en ekstern database. Den kan derfor have sproglige fejl eller mangler. Denne skabelon kan fjernes efter kontrol af indholdet. |

Silent Denmark er en eksperimentalfilm instrueret af Hans-Henrik Jørgensen efter manuskript af Hans-Henrik Jørgensen.

## Handling
I en af storbyens oaser skinner solen på de smukkeste blomster. En mild brise fra Øresund varsler om pludselig forandring.